# Quốc gia liên kết
Quốc gia liên kết (tiếng Anh: associated state) là đối tác nhỏ trong mối quan hệ chính thức, tự do giữa một lãnh thổ chính trị ở cấp độ nhà nước với một quốc gia (thường là lớn hơn), mà không có thuật ngữ cụ thể nào khác, như bảo hộ, được thông qua. Các chi tiết của hiệp hội tự do như vậy có trong Nghị quyết Đại hội đồng Liên hợp quốc 1541 (XV) Nguyên tắc VI, một Hiệp hội Tự do hoặc Hiệp hội Nhà nước liên kết và cụ thể cho các quốc gia liên quan. Trong trường hợp Quần đảo Cook và Niue, các chi tiết về sự sắp xếp hiệp hội tự do của họ có trong một số tài liệu, chẳng hạn như hiến pháp tương ứng của họ, Trao đổi thư năm 1983 giữa chính phủ New Zealand và Quần đảo Cook, và Tuyên bố chung năm 2001. Các quốc gia liên quan tự do có thể được mô tả là độc lập hoặc không, nhưng liên kết tự do không phải là một phẩm chất của tình trạng hoặc tư cách của một thực thể như là một chủ đề của luật pháp quốc tế.
Một cách không chính thức, nó có thể được xem xét rộng rãi hơn: từ một hình thức bảo vệ chính thống, hoặc bảo vệ hậu thuộc địa, đến liên minh các thành viên bất bình đẳng khi (các) đối tác ít hơn cho chính quyền (thường là quyền lực thuộc địa cũ) thường được giữ lại bởi một quốc gia có chủ quyền, thường là trong các lĩnh vực như quan hệ quốc phòng và đối ngoại, trong khi thường được hưởng các điều khoản kinh tế thuận lợi như tiếp cận thị trường.
Theo một số học giả, một hình thức liên kết dựa trên sự bảo vệ lành tính và sự ủy thác chủ quyền có thể được coi là một đặc điểm xác định của các quốc gia siêu nhỏ.
Một liên bang, một loại chính phủ có ít nhất một trong các tiểu đơn vị ở một quốc gia đơn nhất khác được hưởng quyền tự trị như một tiểu đơn vị trong liên bang, tương tự như một quốc gia liên kết, với các tiểu đơn vị đó có sự độc lập đáng kể trong các vấn đề nội bộ, ngoại trừ công tác quốc phòng Tuy nhiên, về mặt luật pháp quốc tế thì đó là một tình huống hoàn toàn khác bởi vì các tiểu đơn vị không phải là các thực thể quốc tế độc lập và không có quyền độc lập.

## Các quốc gia trong liên hiệp liên kết chính thức
| Quốc gia liên kết thiểu số | Liên kết với                           | Liên hiệp |
| -------------------------- | -------------------------------------- | --- |
| Quần đảo Cook              | New Zealand, · từ 4 tháng 8 năm 1965   | New Zealand duy trì trách nhiệm đối ngoại và quốc phòng; tuy nhiên, các trách nhiệm này không trao quyền kiểm soát và chỉ được thực hiện theo yêu cầu của Chính phủ Quần đảo Cook. |
| Quần đảo Marshall          | Hoa Kỳ, · từ 1986                      | Hoa Kỳ cung cấp vận động, tài trợ trợ cấp và tiếp cận các dịch vụ xã hội của Hoa Kỳ cho công dân của các khu vực này theo Thỏa thuận Hiệp hội Tự do.                               |
| Liên bang Micronesia       | Hoa Kỳ, · từ 1986                      | Hoa Kỳ cung cấp vận động, tài trợ trợ cấp và tiếp cận các dịch vụ xã hội của Hoa Kỳ cho công dân của các khu vực này theo Thỏa thuận Hiệp hội Tự do.                               |
| Niue                       | New Zealand, · từ 19 tháng 10 năm 1974 | New Zealand duy trì trách nhiệm đối ngoại và quốc phòng; tuy nhiên, các trách nhiệm này không trao quyền kiểm soát và chỉ được thực hiện theo yêu cầu của Chính phủ Niue.          |
| Palau                      | Hoa Kỳ, · từ 1994                      | Hoa Kỳ cung cấp vận động, tài trợ trợ cấp và tiếp cận các dịch vụ xã hội của Hoa Kỳ cho công dân của các khu vực này theo Thỏa thuận Hiệp hội Tự do.                               |

Thịnh vượng chung Philippines là nước thành viên đầu tiên của Mỹ. Từ năm 1935 đến năm 1946, các vấn đề quân sự và đối ngoại của Khối thịnh vượng chung đã được Hoa Kỳ đối xử, mặc dù về mặt khác, nó được hiến định riêng biệt và độc lập trong các vấn đề nội bộ.
Các Liên bang Micronesia (từ năm 1986), các quần đảo Marshall (từ năm 1986) và Palau (từ năm 1994), cả hai quốc gia là thành viên của Liên Hợp Quốc, có liên quan đến Hoa Kỳ theo những gì được gọi là các hiệp ước liên kết tự do, cho Chủ quyền quốc tế và quyền kiểm soát tối đa đối với lãnh thổ của mình. Tuy nhiên, chính phủ của các khu vực này đã đồng ý cho phép Hoa Kỳ cung cấp quốc phòng; quỹ chính phủ liên bang Hoa Kỳ cấp quyền truy cập các dịch vụ xã hội cho công dân của các khu vực này. Hoa Kỳ được hưởng lợi từ khả năng sử dụng các hòn đảo làm căn cứ quân sự chiến lược.
Quần đảo Cook (từ năm 1965) và Niue (từ năm 1974), có tình trạng "tự trị trong liên tưởng tự do". New Zealand không thể lập pháp cho họ, và trong một số trường hợp họ được coi là quốc gia có chủ quyền. Trong các mối quan hệ bên ngoài, cả hai tương tác như các quốc gia có chủ quyền, và họ được phép tham gia với tư cách là các quốc gia thành các hiệp ước và các cơ quan của Liên Hợp Quốc. New Zealand không coi họ là các quốc gia có chủ quyền theo hiến pháp vì họ tiếp tục sử dụng quyền công dân New Zealand. Cả hai đều thiết lập quốc tịch và chế độ nhập cư của riêng mình. Quần đảo Cook đã bày tỏ mong muốn trở thành một quốc gia thành viên của Liên hợp quốc, nhưng New Zealand đã tuyên bố rằng họ sẽ không ủng hộ việc áp dụng đạo luật này mà không thay đổi liên quan đến hiến pháp của mình, đặc biệt là quyền của dân số các đảo đối với quyền công dân New Zealand.
Tokelau (một lãnh thổ phụ thuộc của New Zealand) đã bỏ phiếu trong một cuộc trưng cầu dân ý vào tháng 2 năm 2006 để xác định xem khu vực này có muốn duy trì như lãnh thổ New Zealand hay trở thành quốc gia thứ ba liên kết tự do với New Zealand hay không. Tuy nhiên, mặc dù đa số cử tri chọn tham gia hiệp hội tự do, số lượng phiếu bầu không đạt đến ngưỡng hai phần ba cần thiết để phê duyệt. Việc lặp lại cuộc trưng cầu dân ý vào tháng 10 năm 2007 dưới sự giám sát của Liên Hợp Quốc đã tạo ra kết quả tương tự, chỉ còn lại mười sáu phiếu để phê duyệt

## Các mối quan hệ tương đương khác
Các tình huống khác tồn tại trong đó một nhà nước có quyền lực đối với một đơn vị chính trị khác. Một lãnh thổ phụ thuộc là một ví dụ về điều này, trong đó một khu vực có hệ thống chính trị riêng và thường là chính quyền nội bộ, nhưng không có chủ quyền chung. Trong một hình thức liên kết lỏng lẻo, một số quốc gia có chủ quyền nhường lại một số quyền lực cho các quốc gia khác, thường là về các vấn đề đối ngoại và/hoặc quốc phòng.

### Nhà nước nhượng quyền lực cho nhà nước khác
| Đối tác nhỏ   | Liên kết với          | Liên kết từ  | Cấp độ liên kết | Đối với quốc tế   |
| ------------- | --------------------- | ------------ | --- | ----------------- |
| Andorra       | Tây Ban Nha và · Pháp | 1278         | Trách nhiệm bảo vệ Andorra thuộc về Tây Ban Nha và Pháp. Andorra là đồng phạm giữa nguyên thủ quốc gia Pháp (hiện là tổng thống) và Giám mục Urgell. | Thành viên LHQ    |
| Kiribati      | Úc và · New Zealand   | 1979         | Kiribati không có quân đội. Quốc phòng được cung cấp bởi Úc và New Zealand. | Thành viên LHQ    |
| Liechtenstein | Thụy Sĩ ·             | 1923         | Mặc dù nguyên thủ quốc gia đại diện cho Liechtenstein trong các mối quan hệ quốc tế, Thụy Sĩ đã chịu trách nhiệm về phần lớn các mối quan hệ ngoại giao của Liechtenstein. Liechtenstein không có phòng thủ quân sự. | Thành viên LHQ    |
| Monaco        | Pháp                  | 1861         | Pháp đã đồng ý bảo vệ độc lập và chủ quyền của Monaco, trong khi Chính phủ Monegasque đã đồng ý thực thi các quyền chủ quyền của mình phù hợp với lợi ích của Pháp, được Hiệp ước Versailles khẳng định lại vào năm 1919. | Thành viên LHQ    |
| Nauru         | Úc                    | 1968         | Nauru không có quân đội. Úc không chính thức chịu trách nhiệm cho quốc phòng của mình. | Thành viên LHQ    |
| Samoa         | New Zealand           | 1914         | Samoa không có quân đội chính quy. New Zealand cung cấp quốc phòng theo một thỏa thuận không chính thức. | Thành viên LHQ    |
| San Marino    | Ý                     | 1939         | Trách nhiệm bảo vệ San Marino thuộc về Ý. | Thành viên LHQ    |
| Thành Vatican | Thụy Sĩ · Ý           | 1506 và 1929 | Theo Hiệp ước Lateran, bất kỳ ai mất quyền công dân Vatican và không có quyền công dân khác sẽ tự động trở thành công dân Ý. Sự bảo vệ quân sự của Thành phố Vatican được cung cấp bởi Ý và nó sử dụng Vệ binh Thụy Sĩ Giáo hoàng, được thành lập bởi Giáo hoàng Julius II và được cung cấp bởi Thụy Sĩ, làm vệ sĩ của Giáo hoàng. | Quan sát viên LHQ |